# Панама на Светском првенству у атлетици на отвореном 2017.
Панама је учествовала на Светском првенству у атлетици на отвореном 2017. одржаном у Лондону од 4. до 13. августа шеснаести пут, односно учествовала је на свим првенствима до данас. Репрезентацију Панаме представљала су 3 такмичара (2 мушкарца и 1 жене) који су се такмичили у 3 дисциплине (2 мушке и 1 женска).,
На овом првенству Панама није освојила ниједну медаљу, али је остварен један најбољи резултат сезоне.

## Учесници
| Мушкарци : - Алонсо Едвард — 200 м - Хорхе Кастелбланко — Маратон | Жене: - Гиана Вудраф — 400 м препоне |  |

## Резултати

### Мушкарци
| Атлетичар          | Дисциплина | Лични рекорд | Квалификације | Квалификације | Полуфинале           | Полуфинале           | Финале               | Финале            | Детаљи                                   |
| Атлетичар          | Дисциплина | Лични рекорд | Резултат      | Место         | Резултат             | Место                | Резултат             | Место             | Детаљи                                   |
| ------------------ | ---------- | ------------ | ------------- | ------------- | -------------------- | -------------------- | -------------------- | ----------------- | ---------------------------------------- |
| Алонсо Едвард      | 200 м      | 19,81 НР     | 20,61 ЛРС     | 3. у гр. 7    | Није се квалификовао | Није се квалификовао | Није се квалификовао | 29 / 46 (50)      |                                          |
| Хорхе Кастелбланко | Маратон    | 2:15:57 НР   |               |               |                      |                      | Није завршио трку    | Није завршио трку | Архивирано на веб-сајту (14. април 2018) |

### Жене
| Атлетичарка  | Дисциплина    | Лични рекорд | Квалификације | Квалификације | Полуфинале | Полуфинале | Финале                | Финале  | Детаљи |
| Атлетичарка  | Дисциплина    | Лични рекорд | Резултат      | Место         | Резултат   | Место      | Резултат              | Место   | Детаљи |
| ------------ | ------------- | ------------ | ------------- | ------------- | ---------- | ---------- | --------------------- | ------- | ------ |
| Гиана Вудраф | 400 м препоне | 55,76 НР     | 56,50 КВ      | 4. у гр 4     | 57,32      | 7. у гр 3  | Није се квалификовала | 22 / 39 |        |